# جورج روس روبرتسون
جورج روس روبرتسون هو ممثل كندي، ولد في 20 أبريل 1933 في كندا.

## أعمال

### أفلام
- (1991) جي أف كي[2]

## وصلات خارجية
- جورج روس روبرتسون على موقع IMDb (الإنجليزية)
- جورج روس روبرتسون على موقع قاعدة بيانات الفيلم (الإنجليزية)